# Fizeșu Gherlii
Fizeșu Gherlii (en húngaro: Ördöngösfüzes) es una comuna de Rumania, en el distrito de Cluj. Su población en el censo de 2002 era de 2.652 habitantes.
- Datos: Q16426198

1. ↑  Worldpostalcodes.org,código postal n.º 407275.